# Barranc Roi (la Torre de Cabdella)
El Barranc Roi (pronúncia pallaresa de barranc roig) és un barranc del terme de la Torre de Cabdella, al Pallars Jussà. Feia de límit entre els termes de la Pobleta de Bellveí i el primigeni de la Torre de Cabdella.
S'origina a 1.098 m. alt., per la confluència dels barrancs de l'Hortal, que ve de Aguiró, al nord, de Pui Mener, que procedeix de ponent, i de les Tarteres (des Tarteres, en la forma pallaresa). Des de la seva formació, davalla cap al sud-est, passant per sota i al nord del poble de Castell-estaó. S'aboca en el Flamisell a llevant de Castellestaó i al nord-oest de la Plana de Mont-ros.
La seva és una vall molt marcada en el territori, amb muntanyes força altes a banda i banda. Al sud, Santa Bàrbara i el Serrat de l'Aire, i al nord el massís format pel Tossal de Tuiro, la Serra de Castellnou, la Serra de la Pala i el Tossal de les Comes de Guiró.
A les vores del barranc, però força enlairats respecte de la llera del barranc, hi ha, al nord, els pobles de Aguiró i Obeix, i, al sud, el de Castell-estaó.

## Etimologia
Es tracta d'un topònim romànic descriptiu. Només cal donar un cop d'ull a aquest barranc per adonar-se'n que el nom és del tot adequat, atesa la vermellor rovellada de la terra per on discorre el barranc.